# Università statale di New York a Fredonia
La Università statale New York a Fredonia (State University of New York at Fredonia; SUNY Fredonia) è un'Università pubblica degli Stati Uniti situata a Fredonia, nello stato di New York. È una delle sedi della State University of New York. È conosciuta anche come Fredonia State University.
L'università comprende alcuni College, con i quali si ottiene un Undergraduate Degree e alcune scuole accademiche, con le quali si ottiene un Graduate Degree.
- College of Visual and Performing Arts, che comprende la School of Music
- College of Liberal Arts and Sciences, con 15 dipartimenti:
Biology, Chemistry and biochemistry, Communication,  Computer and Information Sciences, English, Geosciences, History, Mathematical Sciences, Modern Languages & Literature,  Philosophy, Physics, Political Science, Psychology, Sociology and Anthropology, Social Work & Criminal Justice.
- College of Education

Le scuole accademiche con le quali si può ottenere un "Graduate Degree" offrono i seguenti corsi:
Biology, Chemistry, English, Interdisciplinary Studies, Speech Language Pathology.
Altri corsi per ottenere un "Undergraduate Major": Business Administration,  Accounting, Economics, Music Industry.